# Kingsley Madu

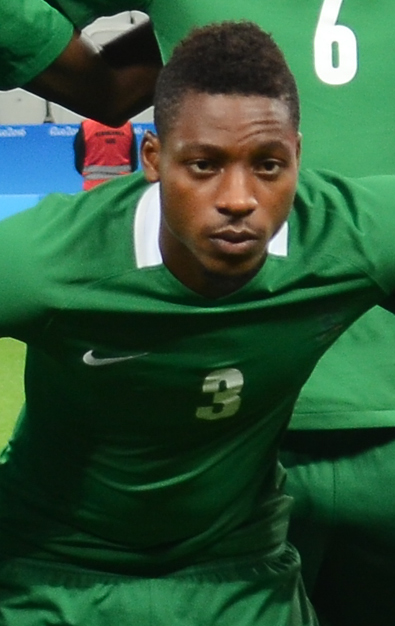
Kingsley Madu

Kingsley Madu, född 12 december 1995 i Kaduna, är en nigeriansk fotbollsspelare.
Madu blev olympisk bronsmedaljör i fotboll vid sommarspelen 2016 i Rio de Janeiro.